# Psila merzi
Psila merzi är en tvåvingeart som beskrevs av Shatalkin 2000. Psila merzi ingår i släktet Psila och familjen rotflugor. Inga underarter finns listade i Catalogue of Life.